# Thecophora atra
Thecophora atra är en tvåvingeart som först beskrevs av Fabricius 1775.  Thecophora atra ingår i släktet Thecophora och familjen stekelflugor. Arten är reproducerande i Sverige. Inga underarter finns listade i Catalogue of Life.